# 마르크바르트 제바스티안 솅크 폰 슈타우펜베르크

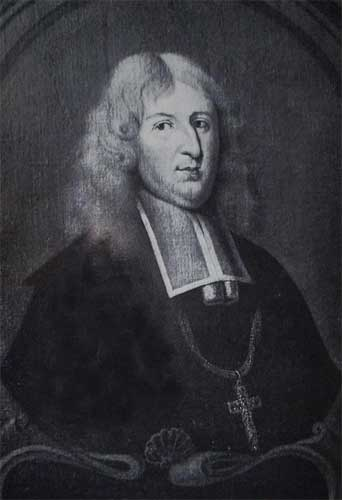
마르크바르트 제바스티안 솅크 폰 슈타우펜베르크

마르크바르트 제바스티안 솅크 폰 슈타우펜베르크(독일어: Marquard Sebastian Schenk von Stauffenberg, 1644년 5월 14일 ~ 1693년 10월 9일)는 1683년부터 1693년까지 밤베르크의 주교였다.